# Voghdschi
Der Voghdschi (armenisch Ողջի; aserbaidschanisch Oxçuçay; russisch Вохчи) ist ein linker Nebenfluss des Aras im Südosten Armeniens und im Süden Aserbaidschans.
Der Voghdschi entspringt im Sangesur-Reservat am Osthang des Kaputdschugh, dem höchsten Berg im Sangesurkamm. Von dort fließt er in östlicher Richtung durch das Bergland der armenischen Provinz Sjunik. Dabei entwässert er die Südflanke des Barguschat-Gebirges. Am Flusslauf liegen die armenischen Städte Kadscharan und Kapan. Der Voghdschi überquert die Grenze nach Aserbaidschan, wendet sich nach Südosten, passiert Zəngilan und mündet schließlich nahe Mincivan in den Aras. Der Abschnitt in Aserbaidschan war von 1993 bis 2020 unter Kontrolle der international nicht anerkannten Republik Arzach.
Der Voghdschi hat eine Länge von 82 km. Er entwässert ein Areal von 1175 km². Der mittlere Abfluss beträgt 11 m³/s.